# Classement thématique des neurosciences
 (mai 2015).
Le classement thématique sert à classer les articles par thèmes, seuls les liens pertinents seront proposés et ils peuvent différer des liens de la page. Les grandes pages à titres peuvent être rajoutées à la fin s'il y en a.
Les domaines seront classés par ordre alphabétique :
A. Domaine 1
1. Articles Synonymes et Hyponymes
2. Articles plus généraux recoupant le thème et Hypéronymes

B. Domaine 2
1. Articles Synonymes et Hyponymes
2. Articles plus généraux recoupant le thème et Hypéronymes

## Cerveau
1. organe, méninges, bulbe rachidien, amygdale (cerveau), cortex cérébral, système nerveux, neurone, système hormonal, épiphyse, hypothalamus, homéostasie, moelle épinière
2. environnement, stimulus, information
3. perception, sensation, vision, audition, olfaction, toucher, goût, mémoire, apprentissage, émotions, parole, conscience, intelligence
4. sciences cognitives, neurosciences, neurosciences cognitives, neuroanatomie, neuroimagerie, neuropsychologie, histoire du cerveau, phrénologie

## Maladies
1. accident vasculaire cérébral, lésion cérébrale, insomnie, stress, douleur, drogue, tumeur cérébrale, aphasie, dyslexie, maladie de Parkinson
2. plasticité synaptique, neuropsychologie, neurologie, psychologie, symptôme, effet placebo

## Méthodes scientifiques
1. . Interprétation de résultats
2. . Réflexions critiques sur les méthodes d'analyse : méthode scientifique, épistémologie, phrénologie, morphopsychologie, bioéthique
3. . Appareils de mesure : électroencéphalogramme, électromyogramme, Imagerie par résonance magnétique (IRM), Magnétoencéphalographie (MEG), microscope, ordinateur, oscilloscope, radiographie, scanner, Tomographie à émission de positron (TEP), voltmètre

## Moelle épinière
1. réflexe d'extension, réflexe de flexion, système nerveux orthosympathique, système nerveux parasympathique, colonne vertébrale, stimulus, substance blanche, substance grise, nerf, cellule sensorielle, ganglion nerveux, récepteur sensoriel, plaque motrice
2. système nerveux, muscle, transduction de signaux

## Molécules (toutes les tailles)
1. acide aminé, peptide, polypeptide, hormone, neurotransmetteur, ADN, ATP, ADP, protéine, lipide, glucide, sucre, phosphate, magnésium, lithium, amidon, amine, oses
2. acétylcholine, dopamine, catécholamine, tyrosine dopamine, noradrénaline, adrénaline, opiacé, acide glutamique, acide aspartique, GABA, glycine, glucose, lactose, fructose, mélanine

## Neurone
1. potentiel d'action, synapse, neurotransmetteur, axoplasme, dendrite, ions, canal ionique, récepteur synaptique, mitochondrie, développement du neurone
2. Cellule gliale, moelle épinière, système nerveux

## Neurosciences
1. moelle épinière, cerveau, muscle, système nerveux
2. physiologie, biologie, physique, chimie, neuroanatomie, neurosciences cognitives, neurophysiologie, neuropsychologie
3. neuroéconomie
4. neurosciences computationnelles

## Organe
1. fonction, anatomie, moelle épinière, système nerveux, cerveau
2. vie

## Sens
1. rétine, photorécepteur, vision, nez, odorat, toucher, douleur, ouïe, discrimination, attention, langue, goût
2. transduction de signaux, aires sensorielles

## Système nerveux
1. Neurone, Cellule gliale, synapse, neurotransmetteur, plasticité synaptique, réflexe d'extension, réflexe de flexion, cerveau, moelle épinière
2. système hormonal, système nerveux central, système nerveux périphérique

## Système hormonal
1. hormone, sang, lymphe, phéromone, hypothalamus, hypophyse, système limbique, système endocrinien
2. reproduction, différenciation cellulaire, homéostasie, émotions

## Pages à titres
- Inactivation du neuromédiateur
- Liste des symptômes en médecine humaine